# Tibor Baier
Tibor Baier (* 7. Oktober 1966) ist ein ungarischer Langstreckenläufer.
1989 siegte er beim Marathon der Universiade, der im Rahmen des Rhein-Ruhr-Marathons ausgetragen wurde, und stellte mit 2:14:33 den immer noch aktuellen Streckenrekord auf. 1990 stellte er als Sechster beim Beppu-Ōita-Marathon mit 2:13:22 h seine persönliche Bestzeit auf, mit der er in der Ewigen Bestenliste Ungarns Platz 7 belegt (Stand 2008).